# Bo Karoo
Bo Karoo is een districtsbestuursgebied in het Zuid-Afrikaanse district Pixley ka Seme.
Bo Karoo ligt in de provincie Noord-Kaap en telt 3177 inwoners.